# 멘도사주

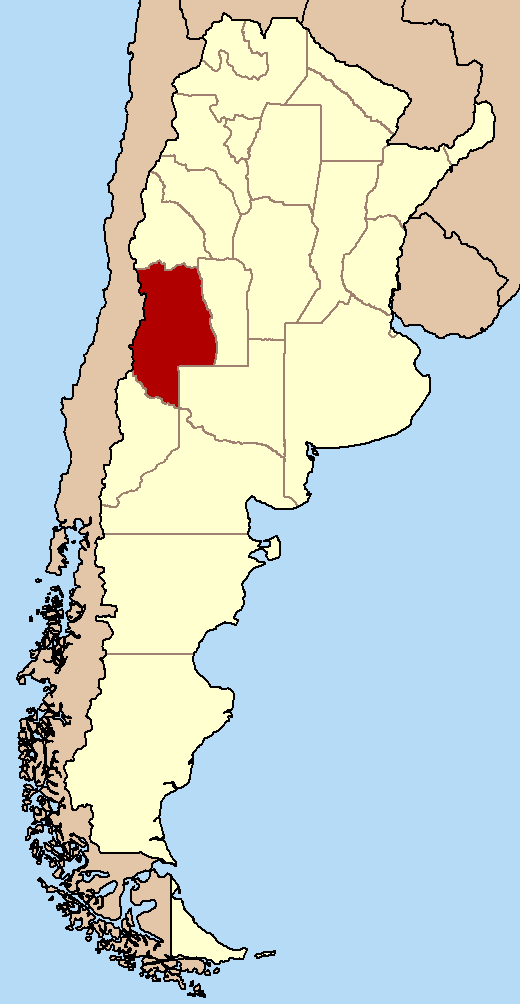
멘도사 주

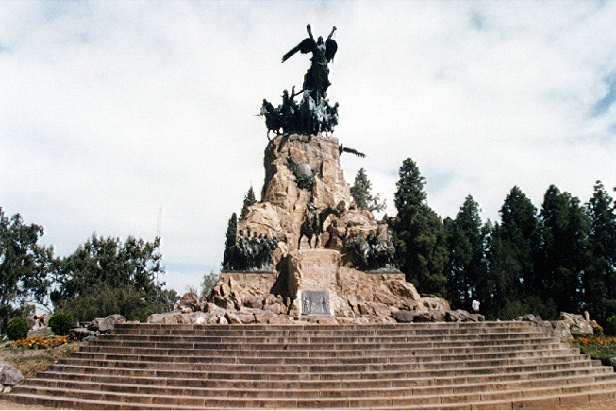
호세 데 산 마르틴 장군과 그의 안데스 군대를 기리는 기념물.

멘도사주(Provincia de Mendoza)는 아르헨티나의 주로서, 쿠요 지역의 중앙부 서쪽에 자리잡고 있다. 인접한 주로는 북쪽부터 시계 방향으로 산후안 주, 산루이스주, 라팜파주, 네우켄주가 있으며, 서쪽으로는 칠레 국경과 맞닿아 있다. 18개 군을 관할한다.

주기
주 문장